# Bryonia syriaca
Bryonia syriaca är en gurkväxtart som beskrevs av Pierre Edmond Boissier. Bryonia syriaca ingår i Hundrovesläktet som ingår i familjen gurkväxter. Utöver nominatformen finns också underarten B. s. monoica.

## Bildgalleri

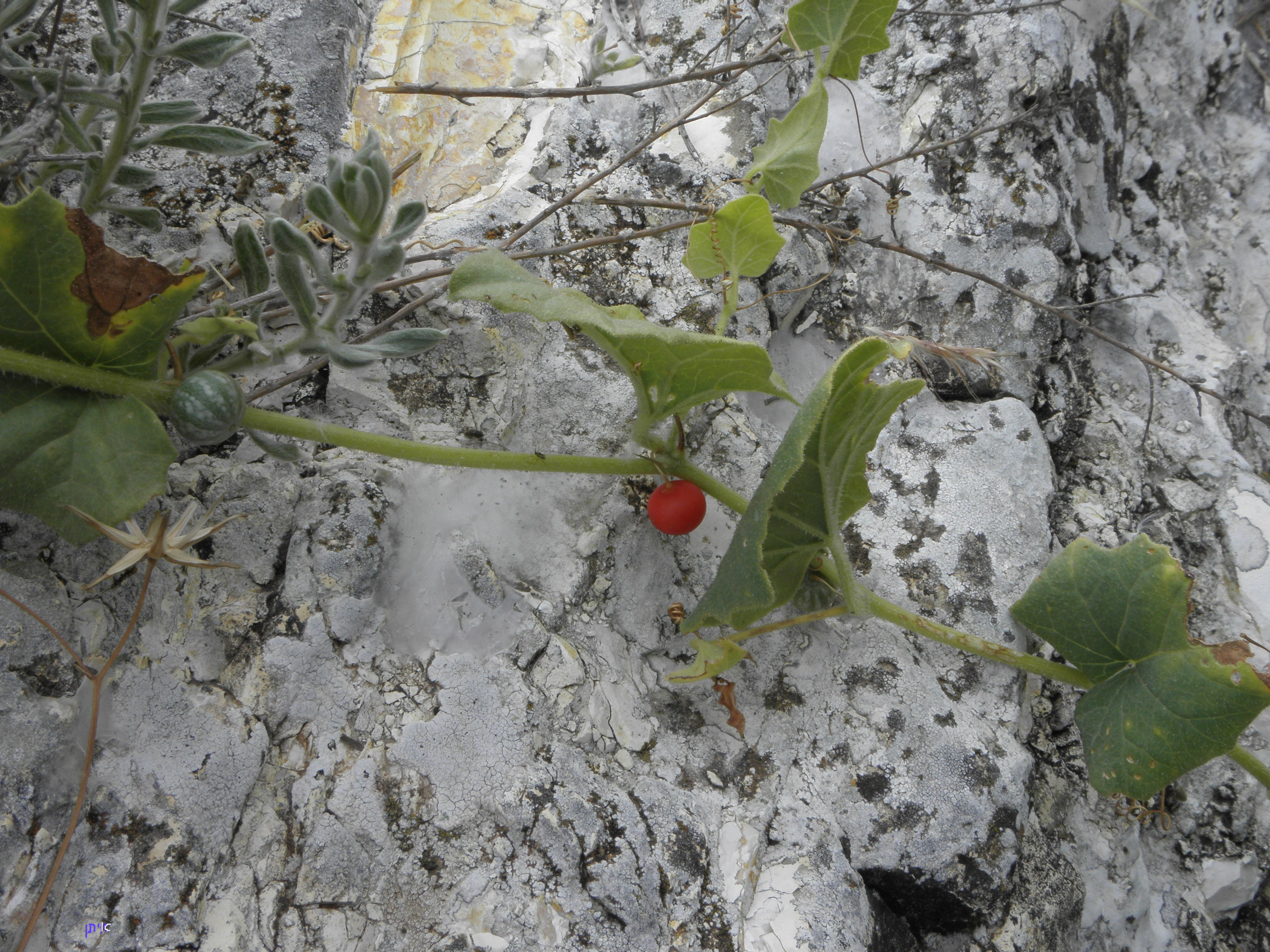
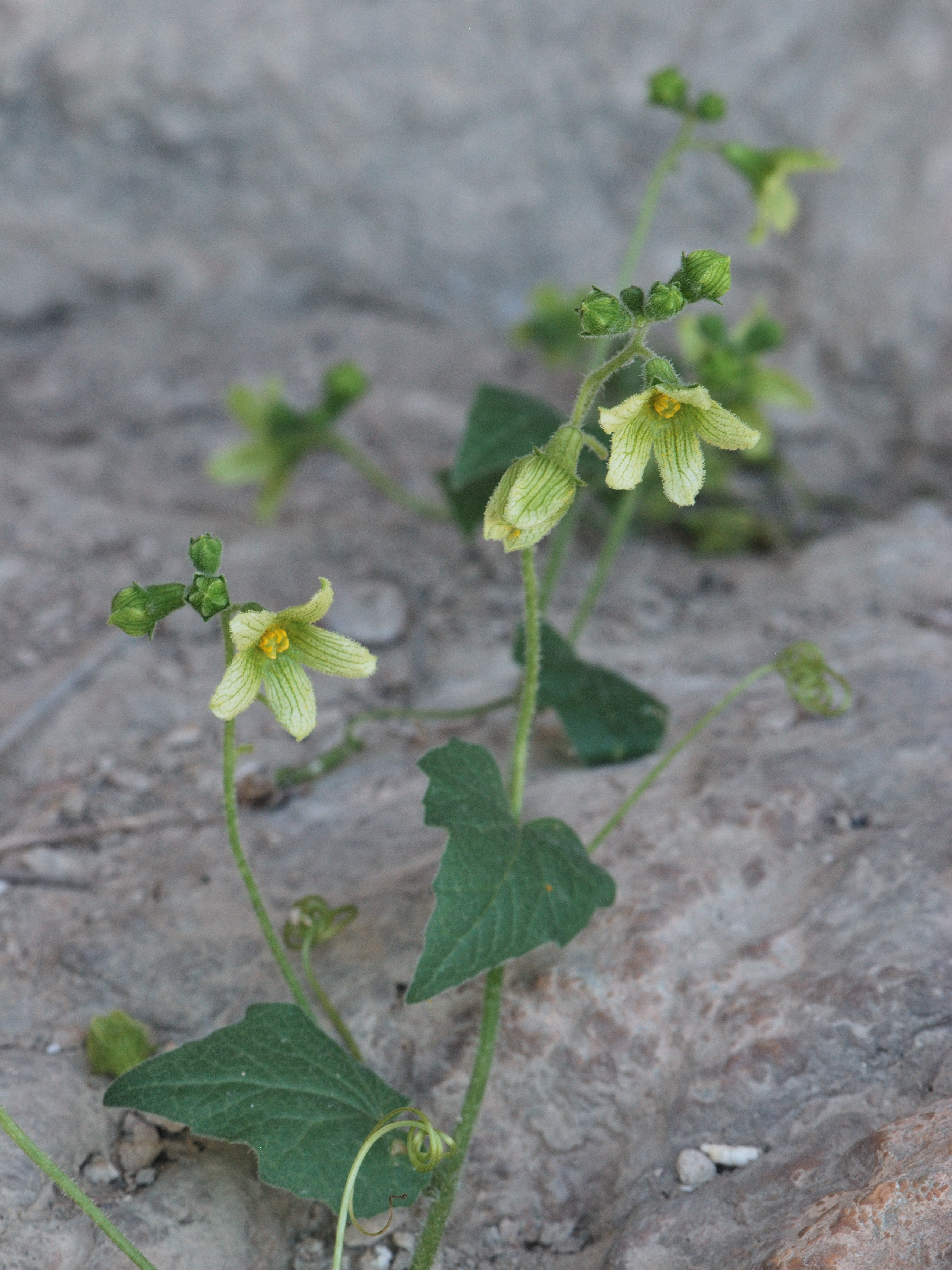
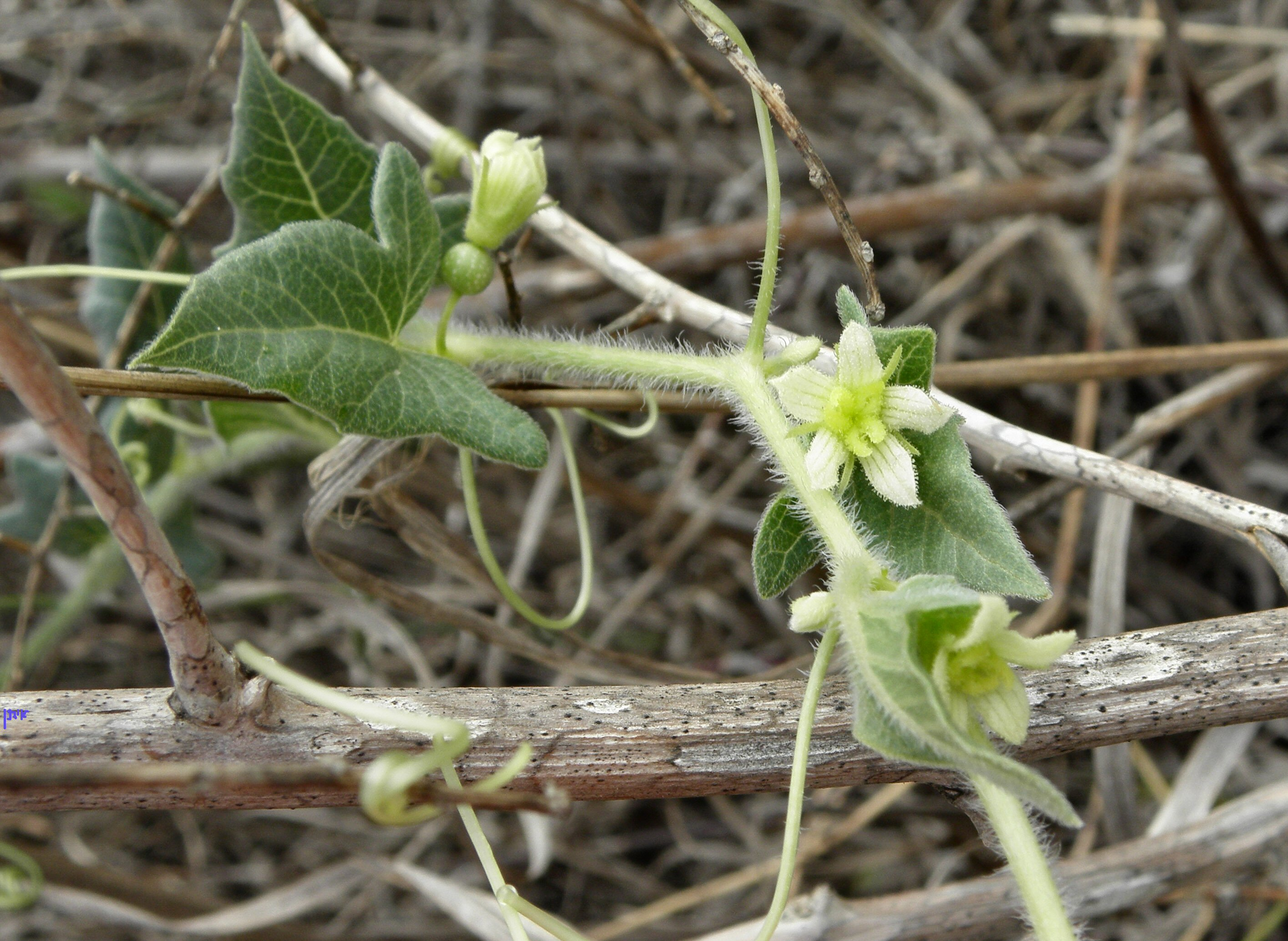